# Temnora manengouba
Temnora manengouba är en fjärilsart som beskrevs av Philippe Darge 1973. Temnora manengouba ingår i släktet Temnora och familjen svärmare. Inga underarter finns listade i Catalogue of Life.